# Simca 1000

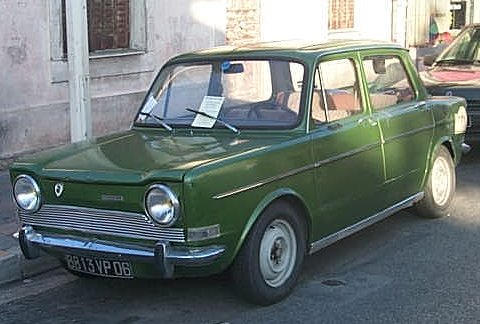
Simca 1000 (1968–1976)

Der Simca 1000 ist ein von 1961 bis 1978 produzierter kleiner Pkw des französischen Automobilherstellers Simca. Simca hatte seit dem bis 1950 produzierten Simca 6 keinen Kleinwagen mehr gebaut.

## Technik
Vorgestellt wurde die viertürige Limousine (Länge 3,80 m, Breite 1,49 m, vier Türen, selbsttragende Karosserie) auf dem Pariser Automobil-Salon im Herbst 1961. Der wenig später erschienene Renault 8 war dem Simca 1000 sowohl technisch als auch äußerlich ähnlich. Die zweckmäßig wirkende Karosserie bot überdurchschnittliche Platzverhältnisse. Die Karosserie hatte Mario Revelli di Beaumont entworfen. Der Heckmotor war neu für Simca. Dieses Konzept ging auf Fiat zurück. Simca hatte vor dem Zweiten Weltkrieg Fiat-Modelle in Frankreich montiert und auch später mit Fiat zusammengearbeitet. Dante Giacosa hatte einen etwas größeren Nachfolger für den Fiat 600 konzipiert. Doch den Entwurf sah die Geschäftsleitung als zu aufwändig an und entwickelte aus dem Fiat 600 den kaum veränderten und wieder zweitürigen Fiat 850. In Frankreich waren die Anforderungen an einen Kleinwagen höher. Renault und Citroën boten schon in der kleinsten Klasse viertürige Wagen an. Neben der Limousine gab es ein Coupé, dessen Karosserie 1967 nach Gesichtspunkten der Sicherheit stark überarbeitet wurde. Die serienmäßige Ausstattung dieses Coupés umfasste auch Halogenweitstrahler.
Simca nutzte Fiats Vorarbeiten für den eigenen viertürigen Simca 1000 und entwarf mit dem Poissy-Motor ein modernes Aggregat mit 5 CV (knapp 1 l Hubraum), fünffach gelagerter Kurbelwelle und einem Querstromzylinderkopf mit seitlicher Nockenwelle. Er hatte einen Hubraum von 944 cm³ und leistete anfangs 32 PS (24 kW). Später gab es auch den 1,1-l-Motor des Simca 1100. Das 1967 vorgestellte Sportcoupé 1200 S wurde zeitgleich mit diesem Motor in einer Variante mit 1204 cm³ und Doppelvergaser (80-, später 85 PS) herausgebracht. Das Vierganggetriebe war von Anfang an vollsynchronisiert.
Das Fahrwerk mit Querlenker und Querblattfeder vorn und Pendelachse hinten erinnerte an Fiat. Die Lenkung arbeitete mit Schnecke und Rolle, ab 1969 gab es eine Zahnstangenlenkung. Das Sportcoupé 1200 S zeichnete sich durch ein stark überarbeitetes Fahrwerk aus. An der Vorderachse wurde ein Querstabilisator ergänzt. Hinten kam eine neue, schraubengefederte Doppelgelenkachse mit an Schräglenkern geführten Rädern zur Verwendung, sowie rundum Scheibenbremsen.

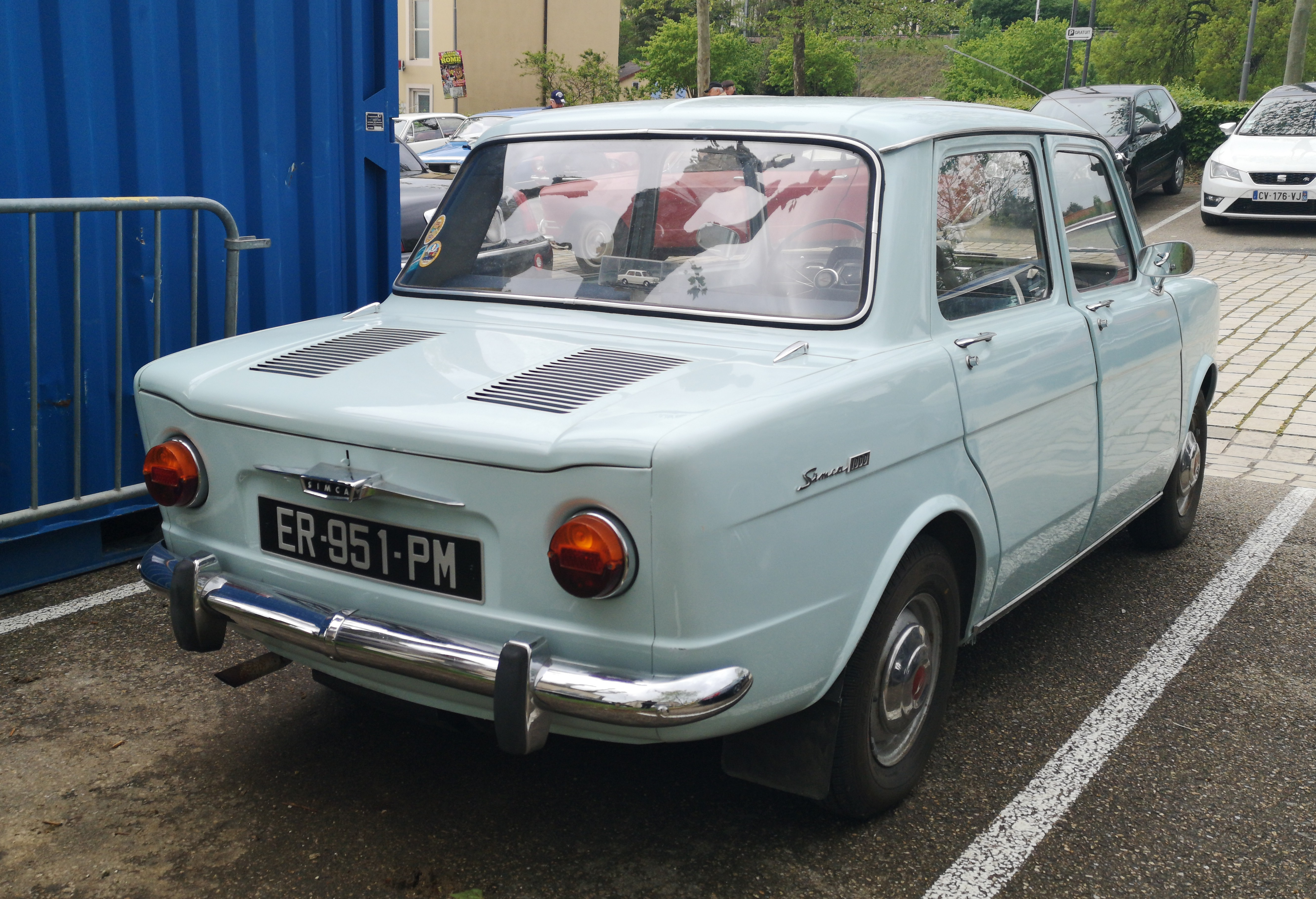
Heckansicht (1961–1968)
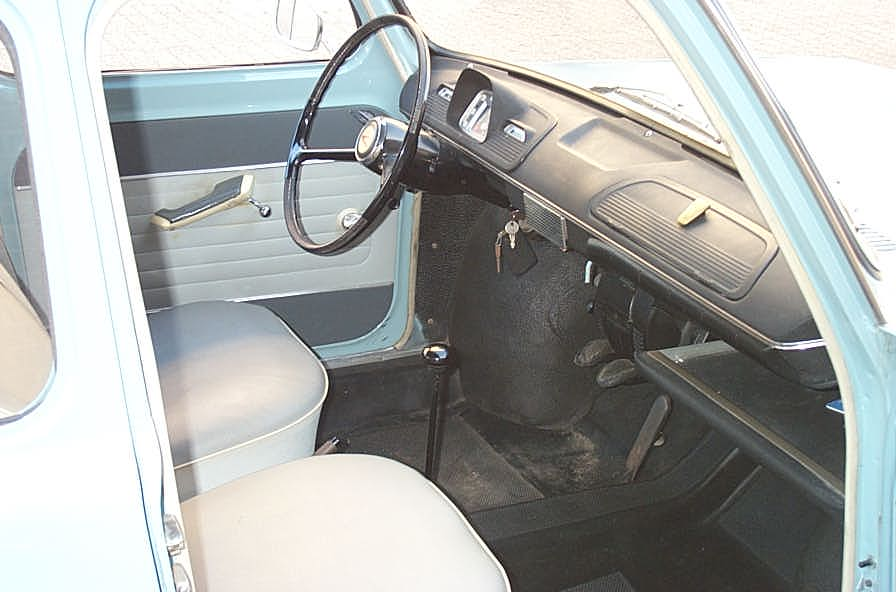
Simca 1000 (1961–1968), Innenansicht
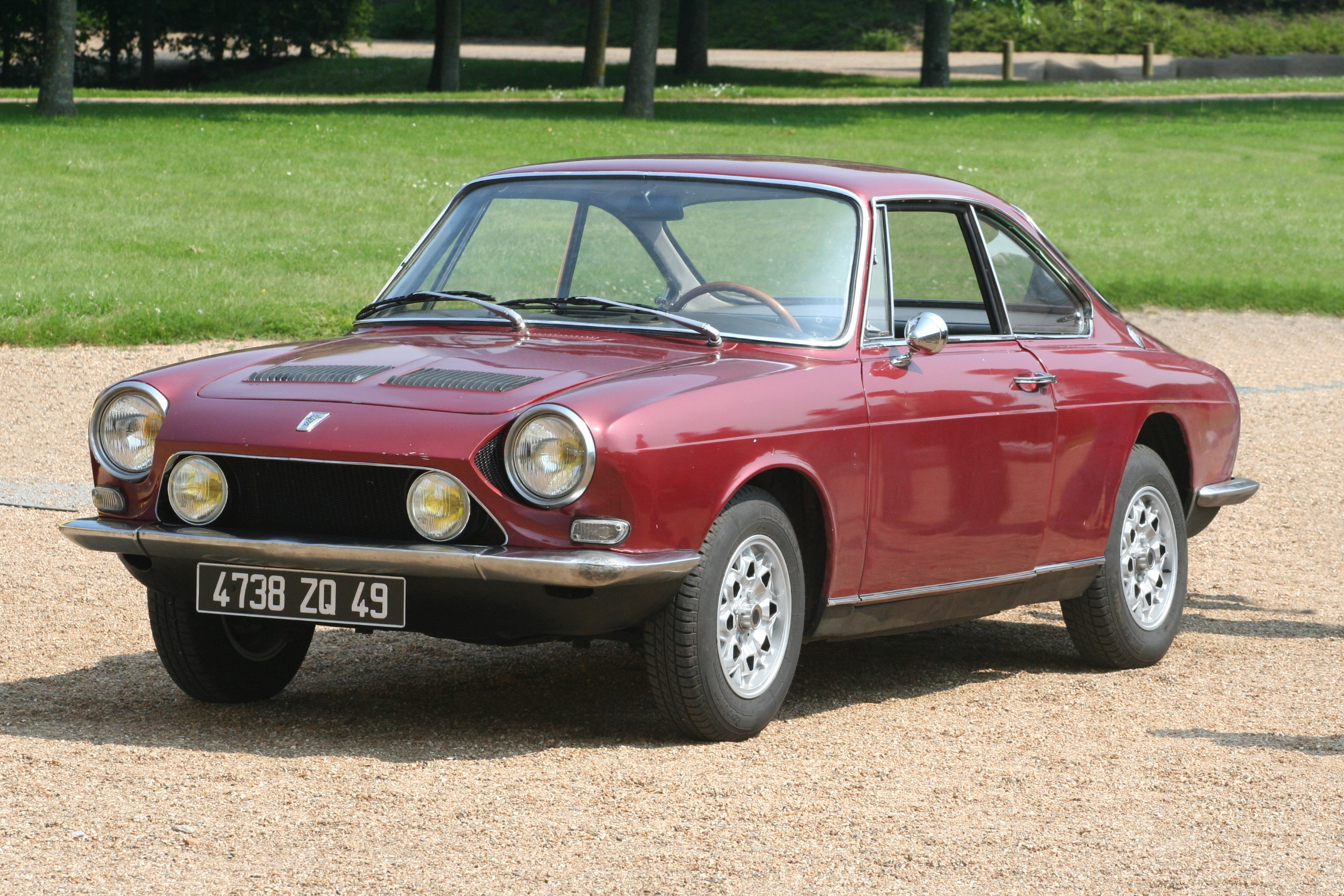
Simca 1200 S Coupé (1967–1972)

## Modellpflege
- 1962: Auf dem Salon von Genf wird das Simca-1000-Coupé Bertone vorgestellt. Gezeichnet wurde das Coupé von Giorgetto Giugiaro.
- 1963: Der Simca 900 wird im November vorgestellt (einfache Version des Simca 1000).
- 1965: Der Simca 1000 GL Automatik wird vorgestellt.
- 1966: Das Modelljahr 1966 wird gekennzeichnet durch eine Überarbeitung des Innenraums der 1000er Modelle (neues Armaturenbrett). Das Modelljahr 66 besteht aus den Typen: 1000L (ersetzte den 900), 1000 GL, 1000 GL Automatik und dem GLS.
- 1967: Im Juni ersetzt das Simca 1200 S Coupé Bertone das 1000 Coupé.
- 1968: Der Simca 1000 erhält eine Modellpflege mit größeren Scheinwerfern und veränderten Blinkern und Heckleuchten. Der 1000 Spezial wird vorgestellt. Er hat den Motor des Simca 1100 mit 1118 cm³ Hubraum und leistet 52 PS (38 kW).
- 1969: Die Motorleistung wird auf 40 PS (29 kW), die des Spezial auf 54 PS (40 kW) erhöht.
- 1972: Der Simca 1100 GLS wird nun auch mit Automatikgetriebe angeboten.
- 1973: Der Motor mit 40 PS Leistung wird eingestellt.
- 1976: Die Baureihe wird zum letzten Mal überarbeitet und erhält eine neue Motorhaube und neue Scheinwerfer.
- Im April 1978 wurde die Produktion nach 1.650.000 Einheiten eingestellt.[3] Ursprünglich war geplant, die Produktion des Simca 1100 einzustellen und dieses Modell durch den Simca Horizon zu ersetzen. Da aber mit dem SUV-Vorläufer Matra-Simca Rancho und dem 1100 Citylaster ohnehin die Produktion teilweise aufrechterhalten wurde, erschien der Simca 1100 in überarbeiteter Form und mit günstigerem Preis, um ein Einstiegsmodell als Ersatz für den Simca 1000 bieten zu können. Nachdem Simca mittlerweile zu Chrysler Europe gehört hatte und 1978 von PSA Peugeot Citroën übernommen worden war, gab es erst 1981 mit dem Talbot Samba einen Nachfolger.

## Modelle Rallye 1–3

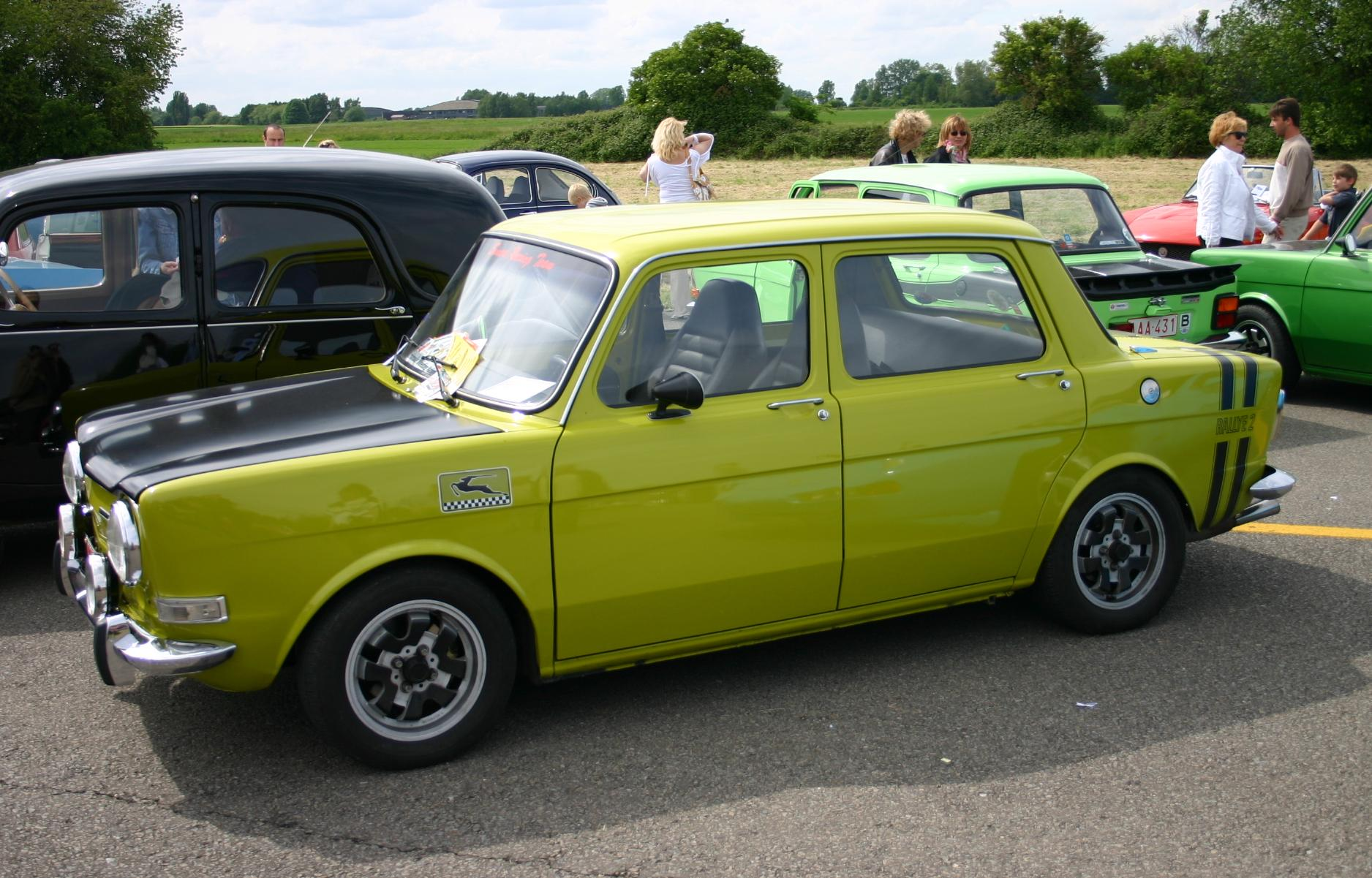
Simca 1000 Rallye 2 (1972–1976)

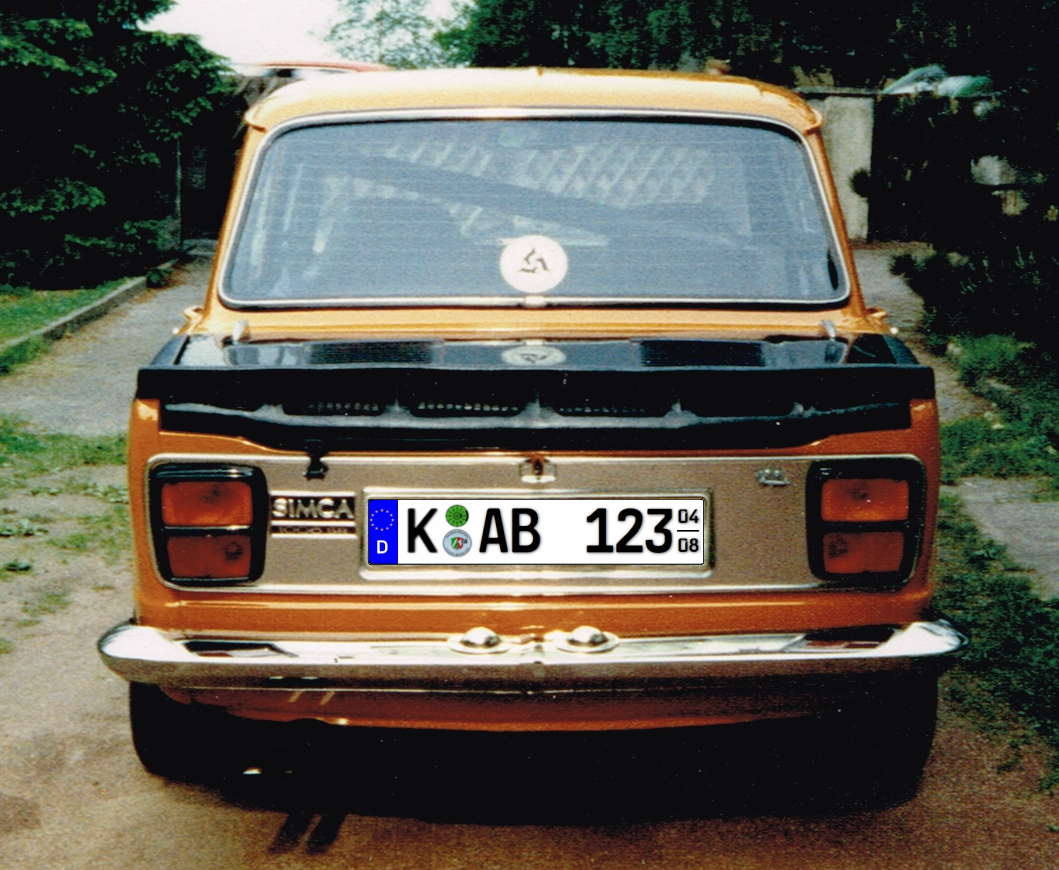
Simca Rallye II. Orange/Schwarz, Heckansicht

Mit dem Rallye 1 wurden motorsportliche Ambitionen bei Simca sichtbar, deren frühere Konkurrenten von den Rennsportmodellen bei Renault Gordini bekannt sind. Motorsportlich besetzte der Rallye 2 eine ähnlich überlegene Position in der damaligen Gruppe 1 bis 1300 cm³ wie der Fiat-Abarth 850 TC Corsa wenige Jahre zuvor in der Gruppe 2 bis 850 cm³; die Teilnehmerfelder glichen einem heutigen Markenpokal. Der Grund lag darin, dass kein anderer Hersteller ein konkurrenzfähiges Auto baute oder deren Homologation abgelaufen war.
- 1970: Der Simca 1000 Rallye 1 mit 60 PS (44 kW) wird vorgestellt. Sein Motor hat 76,7 mm Bohrung und 70 mm Hub, was 1294 cm³ Hubraum ergibt. Charakteristisch für die Rallyemodelle sind die zwei Rallye-Zebrastreifen, welche quer über das Heck gezogen sind und die mattschwarze Kofferraumhaube vorne. Sie sind erhältlich in den Farben Orange, Gelb und Weiß.
- 1972: Der Simca 1000 Rallye 2 mit dem gleichen Hubraum, aber einem Solex-Doppelvergaser und 82 PS (60 kW) wird im September präsentiert. Meistens in der gelbgrünen (Rallyegrün) und in oranger Lackierung erschienen, unterscheidet er sich äußerlich gegenüber dem Rallye 1 nur durch den Rallye-2-Schriftzug, sowie etwas größere Cibie-Zusatzscheinwerfer und Gummipuffer an der vorderen Stoßstange. Der Wasserkühler wurde zwecks besserer Gewichtsverteilung vorne in den Bug versetzt. Überdies erhielt der Rallye 2 auch Lockheed-Scheibenbremsen an allen 4 Rädern. Speziell war die Michelin-Bereifung mit einer aufgummierten Formel-France-Gummimischung, die dem Auto trotz der schmalen Bereifung von 145 × 13 gute Bremsverzögerungen und Kurvengeschwindigkeiten ermöglichte.
- 1976: Der in den Farben Giftgrün und Rot erhältliche Rallye 2 erhält eine Abrisskante am Heck sowie eine schwarze Motorhaube und einen seitlich nach vorne gezogenen Rallye-Schriftzug. Die Motorleistung des 1294-cm³-Motors wird von 82 auf 86 PS (63 kW) erhöht. Die 1000er Reihe besteht nun aus 1005 (5 CV, 944 cm³, 41 PS), 1006 (6 CV, 1118 cm³, 54 PS) sowie dem 1000 SR, Rallye 1 und Rallye 2 (mit 7 CV, 1294 cm³, 60 PS).
- 1978: Im Januar wird der Simca 1000 Rallye 3 als letztes Modell der Baureihe hauptsächlich in der Farbe Ibizaweiß vermarktet. Die aufgenieteten Kotflügelverbreiterungen geben dem Simca ein wesentlich bulligeres Aussehen. Zwei Doppelvergaser von Weber steigern die Motorleistung auf 103 PS (76 kW) bei einer Drehzahl von 6200/min. Die Höchstgeschwindigkeit beträgt 183 km/h, das 870 kg schwere Auto kann in 10,5 Sekunden von 0 auf 100 km/h beschleunigen. Allerdings wurden vom Rallye 3 nur 1000 Exemplare hergestellt. Viele Rallye 2 wurden in der Folgezeit zu Rallye 3 umgebaut.